# لانگ رپیدز، میشیگان
لانگ رپیدز (به انگلیسی: Long Rapids Township) یک منطقهٔ مسکونی در ایالات متحده آمریکا است که در شهرستان آلپنا، میشیگان واقع شده‌است.
 لانگ رپیدز  ۱٬۰۱۰ نفر جمعیت دارد و ۲۱۶ متر بالاتر از سطح دریا واقع شده‌است.